# Štefan Bachich
Štefan pl. Bačič (madžarsko Bachich Istvan), slovenski evangeličanski duhovnik, senior na Madžarskem, * 1749, Tešanovci, † 1810, Nemeskér.
Rodil se je leta 1749 v Tešanovcih v takratni Železni županiji v plemiški družini, ki je skupaj z družinama Panker in Forjan leta 1717 prejela plemiško listino in grb. Njegov oče je bil sodobitnik plemiške listine Štefan pl. Bachich, mati pa Suzana pl. Farkas, sorodnica Adama Farkaša. Osnovno šolo je obiskoval v kraju Nemespátró, šolanje pa je leta 1769 nadaljeval na liceju v Šopronu. 23. aprila 1776 so ga posvetili za duhovnika. Leta 1783 je nastopil službo rednega duhovnika v kraju Nemeskér kjer je deloval do smrti leta 1810. Leta 1786 je postal consenior šopronskega cerkvenega okrožja, leta 1795 pa senior. Poročil se je z Suzano pl. Kroyher iz Šoprona, ki je bila sestra avstro-ogrskega podmaršala barona Karla pl. Kroyher de Helmfels (1755-1838). V zakonu so se jima rodili naslednji otroci:
1. Štefan, upravnik rakičanskega gospostva por. z Evo pl. Edvi Illés, hčerko predikatorja Adama pl. Edvi Illés
2. Ana, por. 1) z Petrom pl. Horvathom evangeličanskim duhovnikom v Meszlenu 2) z Francem Ksaverjem pl. Berkejem, evangeličanskim duhovnikom in seniorjem v Puconcih
3. Euphelina, por. z Nikolajem Wukanichem uradnikom moravskega gospostva